# Paul Givan
Jonathan Paul Givan (Lisburn, 12 ottobre 1981) è un politico britannico.

## Biografia
Paul Jonathan Givan è nato il 12 ottobre 1981 al Lagan Valley Hospital di Lisburn. È il secondogenito di cinque fratelli e proviene da una famiglia con lunghi legami con il DUP: suo nonno Herbie era un membro fondatore, suo padre Alan, un ex ufficiale carcerario, rappresenta il partito a Lisburn e il Consiglio distrettuale di Castlereagh. Givan andò a scuola al Laurelhill Community College di Lisburn, dopodiché studiò all'Università dell'Ulster e conseguì lauree in amministrazione aziendale e gestione pratica.
Givan ha una lunga amicizia con Edwin Poots. Entrambi vengono da Lisburn e si conoscono dal tempo trascorso insieme come consiglieri locali. In seguito ha lavorato part-time per Poots nel suo ufficio parlamentare e, dopo il suo avanzamento nel governo, come consulente. Ha perso questa posizione nel 2008 dopo che Poots è stato licenziato come ministro per la Cultura. Givan ha poi lavorato per un'organizzazione commerciale. Dopo il ritorno di Poots al governo come ministro dell'ambiente, Givan è stato riconfermato suo consigliere dal 2008 al 2009.

## Primo ministro dell'Irlanda del Nord
Nel maggio 2021, si ipotizzava che Givan, avendo lavorato in precedenza per Edwin Poots, potesse essere nominato primo ministro dell'Irlanda del Nord dopo che Poots era stato eletto leader del DUP. L'8 giugno 2021, Poots ha annunciato Givan come "primo ministro designato dell'Irlanda del Nord".
Il 17 giugno 2021, una lettera del presidente del partito DUP e di altri membri di alto livello del partito ha chiesto a Poots di ritardare la nomina di Givan a primo ministro per opporsi alla decisione del governo britannico di introdurre la legislazione sulla lingua irlandese nel Parlamento di Westminster. Tuttavia, Poots nominò Givan come primo ministro e il Sinn Féin rinominò Michelle O'Neill come vice primo ministro, ripristinando l'esecutivo dell'Irlanda del Nord. Prima di questa nomina, i funzionari del DUP hanno votato e si sono opposti alla nomina di Givan per il ruolo. Pertanto, poche ore dopo il suo giuramento come Primo ministro, i colleghi del DUP di Givan hanno convocato una riunione del partito per estromettere Poots come leader del partito. Poots si dimise poco dopo, innescando un'altra competizione per la leadership. Il 19 giugno è stato riferito che Givan era stato informato dai funzionari del partito che sarebbe stato tenuto a dimettersi da primo ministro una volta scelto il futuro leader del DUP.

## Controversie

### Creazionismo
Givan sostiene il creazionismo ed era dietro una mozione che chiedeva alle scuole di Lisburn di insegnare alternative alla teoria dell'evoluzione.

### Legislazione sulla prostituzione
Nel 2014, una prostituta, Laura Lee, ha presentato una denuncia formale per il trattamento che Givan ha riservato a lei dopo essere stata invitata a comparire in un'udienza per discutere le modifiche proposte alla legge sulla prostituzione in Irlanda dal Nord. Le ha chiesto quanto chiedeva e ha detto che sfruttava le persone con disabilità non facendo loro sconti.

### Proposta di legge che modifica la legge sulla libertà di coscienza
Nel febbraio 2015, Givan ha proposto un disegno di legge sulla libertà di coscienza in Irlanda del Nord, a seguito di controversie e azioni legali su una panetteria, la "Ashers Baking Company", che si era rifiutata di cuocere una torta a favore del matrimonio tra persone dello stesso sesso. Questa mozione ha suscitato scalpore sui siti web e ha portato a una petizione statunitense contro il disegno di legge, ricevendo 100 000 firme in 48 ore. Stephen Fry si è affrettato a commentare questo disegno di legge, credendo di essere "malato" e che "ancora una volta la destra religiosa stia distorcendo la verità per presentarsi come vittime". Il 10 ottobre 2018 la Corte suprema del Regno Unito si è pronunciata all'unanimità a favore del panificio, affermando che il rifiuto era legato alla scelta dell'ordine e non all'orientamento sessuale del cliente.

### Programma di borse di studio Líofa
Nel dicembre 2016, Givan ha deciso di tagliare i fondi per il programma Líofa Gaeltacht, consentendo alle persone di imparare l'irlandese in un gaeltacht a Donegal. Questa decisione porta Gerry Adams a qualificarlo come "ignoramus". Martin McGuinness afferma che l'abolizione del programma di borse di studio è stata “la goccia che ha fatto traboccare il vaso” nelle sue dimissioni dalla carica di vice primo ministro, provocando una crisi politica all'interno dell'esecutivo.
Il 12 gennaio 2017, in un messaggio su Twitter, Givan ha dichiarato: “La mia decisione in merito al programma di borse di studio Líofa non è stata una decisione politica. Ora ho individuato i fondi necessari per portare avanti questo programma”.